# Kennenlernspiel
 Kennenlernspiele  sind spielerische Aktivitäten, die den Zweck verfolgen, einander unbekannte Personen miteinander in Kontakt zu bringen und sich vertrauter zu machen. Sie gehören zu den sogenannten Gruppenspielen.

## Anlässe und Zielsetzungen
Das Bilden einer Arbeitsgruppe aus einander fremden Menschen ist häufig zunächst durch eine abwartende Haltung, eine leichte Distanz, manchmal sogar durch Misstrauen gekennzeichnet. Solche Situationen ergeben sich z. B. bei der Übernahme einer neuen Klasse zu Schuljahrsbeginn, bei der Aufnahme neuer Kinder in den Klassenverband, bei der Konstituierung einer Sport- oder Musikgruppe, zu Beginn eines Lehrgangs mit Jugendlichen, beim Seminarauftakt mit Erwachsenen oder beim ersten Zusammentreffen zweier Familien. Diese von Unsicherheiten gekennzeichneten Situationen sollen durch das ablenkende Spiel aufgelockert und eine Atmosphäre des Aufeinander-Zugehens, des Einander-Zuhörens, des Miteinander-Agierens geschaffen werden.
Kennenlernspiele dienen dem Zweck, einander unbekannte Personen zu einer gegenseitigen ersten Kontaktaufnahme zu veranlassen und miteinander auf entspannende Weise bekannt zu machen. Dabei werden zwanglos Informationen zu jedem Gruppenmitglied gesammelt wie Name, Interessen, Vorlieben, Abneigungen, Beruf oder Hobby. Es geht darum, die anderen Personen der Gruppe bewusster wahrzunehmen, sich mit ihnen näher auseinanderzusetzen, eventuelle Berührungsängste oder Befangenheiten aufzulösen, mit eventuellen Vorurteilen aufzuräumen, Neugier zu wecken, persönliche Beziehungen herzustellen. Damit sollen die Voraussetzungen für ein gutes Arbeitsklima und eine wachsende Kooperationsbereitschaft in der neuen Gemeinschaft geschaffen werden.

## Spielformen
Die spielerischen Kontaktaufnahmen können zunächst in Zweierpartnerschaften und/oder gleich mit der ganzen Gruppe stattfinden. Sie können sich auf verbaler Ebene vollziehen, etwa als spielerisches „Interview“ oder  als gemeinsames „Spinnen einer unendlichen Geschichte“.  Sie lassen sich aber auch auf motorischer Ebene in Form von Bewegungsspielen („Mein rechter Platz ist leer …“) gestalten. Das Zusammenfinden der Paare oder Kleingruppen kann man dem Zufall überlassen, aber auch über bestimmte Spielformen oder Kriterien (älter + jünger, Er + Sie) steuern. Wesentlich ist, dass in der neuen Partnerschaft dann gemeinsam kleine Aufgaben gelöst werden (z. B. den andern anschließend der gesamten Arbeitsgruppe vorstellen), was eine unmittelbare Zuwendung und Aufmerksamkeit erfordert.

## Probleme
Um den spielerischen Einstieg nicht von vornherein scheitern zu lassen, ist es wesentlich, dass der Spielleiter bei der Auswahl der Spielformen Rücksicht auf die Altersstufe und den Bildungsstand der Gruppenmitglieder nimmt und taktvoll mit eventuellen Empfindlichkeiten umgeht:

Kinder lassen sich in der Regel noch unbefangen von einfachen Spielideen einfangen und freuen sich auf das Spielen. Anders ist die Situation bei Erwachsenen. So darf keinesfalls der Eindruck entstehen, zu „albernen Kinderspielen“ gedrängt zu werden, wenn man zu einem ernsthaften Seminar gekommen ist oder Nähe zu produzieren, die nicht gewollt ist. Das ist meist schon durch eine Sinnerläuterung des Einstiegs und das Freistellen der Teilnahme an den Spielen erreichbar. Auch sollten indiskrete Fragen zu Themen, die von den Betroffenen nicht von sich aus angesprochen werden (Alter, Familienverhältnisse, Religionszugehörigkeit etc.) tabu sein. Besonderen Wert und eine hohe Akzeptanz bei den Teilnehmern erreichen die Kennenlernspiele, wenn die Aktivitäten passend zum Thema der Veranstaltung ausgesucht wurden. Hohe Sensibilität ist vor allem auch bei der spielerischen Eingliederung von Flüchtlingskindern und Erwachsenen aus einem anderen Kulturkreis gefragt. Bei Kindern kann das, abgelenkt durch spielerische Aktionen, zwanglos und sachorientiert in Form des Projektunterrichts gelingen.